# Uşak (district)
Uşak is een Turks district in de provincie Uşak en telt 209.033 inwoners (2007). Het district heeft een oppervlakte van 1.309,01 km². Hoofdplaats is de stad Uşak.
De bevolkingsontwikkeling van het district is weergegeven in onderstaande tabel.
| 1997    | 2000    | 2007    |
| ------- | ------- | ------- |
| 165.820 | 179.458 | 209.033 |

## Plaatsen in het district
Akbulak • Aktaş • Alanyurt • Altıntaş • Bağbaşı • Belkaya • Beylerhanı • Boyalı • Bozköy • Bozkuş • Buğdaylı • Ciğerdede • Çamyazı • Çamyuva • Çarık • Çatalbayır • Çevreköy • Çınarcık • Çukurağıl • Dağdemirler • Dağyenice • Demirören • Derbent • Dışkaya • Eğlence • Elmacık • Emirfakı • Eskigüney • Eskisaray • Eynehan • Fakılı • Göğem • Gökçedal • Gökçetepe • Gücer • Hacıkadem • Halilefendiçiftliğiköyü • Hisar • Hocalar • İkisaray • Kabaklar • Kalfa • Kapancık • Karaağaç • Karabeyli • Karacahisar • Karahasan • Karaköse • Karakuyu • Karlık • Kaşbelen • Kayaağıl • Kediyünü • Kılcan • Kırka • Kısık • Koyunbeyli • Köprübaşı • Kuyucak • Mesudiye • Mıdıklı • Mollamusa • Muharremşah • Ormandamı • Ortabağ • Ortaköy • Ovademirler • Örencik • Paçacılar • Sarıdere • Selikler • Selviler • Selvioğlu • Sorkun • Susuzören • Şükraniye • Taşkonak • Ulucak • Üçkuyular • Ürün • Yapağılar • Yaşamışlar • Yavi • Yeniköy • Yenişehir • Yeşildere • Yoncalı • Zahman